# Lake City (Iowa)
Lake City é uma cidade localizada no estado americano de Iowa, no Condado de Calhoun.

## Demografia
Segundo o censo americano de 2000, a sua população era de 1787 habitantes.
Em 2006, foi estimada uma população de 1704, um decréscimo de 83 (-4.6%).

## Geografia
De acordo com o United States Census Bureau tem uma área de
12,5 km², dos quais 12,5 km² cobertos por terra e 0,0 km² cobertos por água. Lake City localiza-se a aproximadamente 373 m acima do nível do mar.

## Localidades na vizinhança
O diagrama seguinte representa as localidades num raio de 16 km ao redor de Lake City.